# 南昌火车站 (地铁)
南昌火车站位于中华人民共和国江西省南昌市青山湖区南昌火车站东广场地下，是南昌地铁2号线的地铁车站，车站于2019年6月30日启用。

## 车站结构

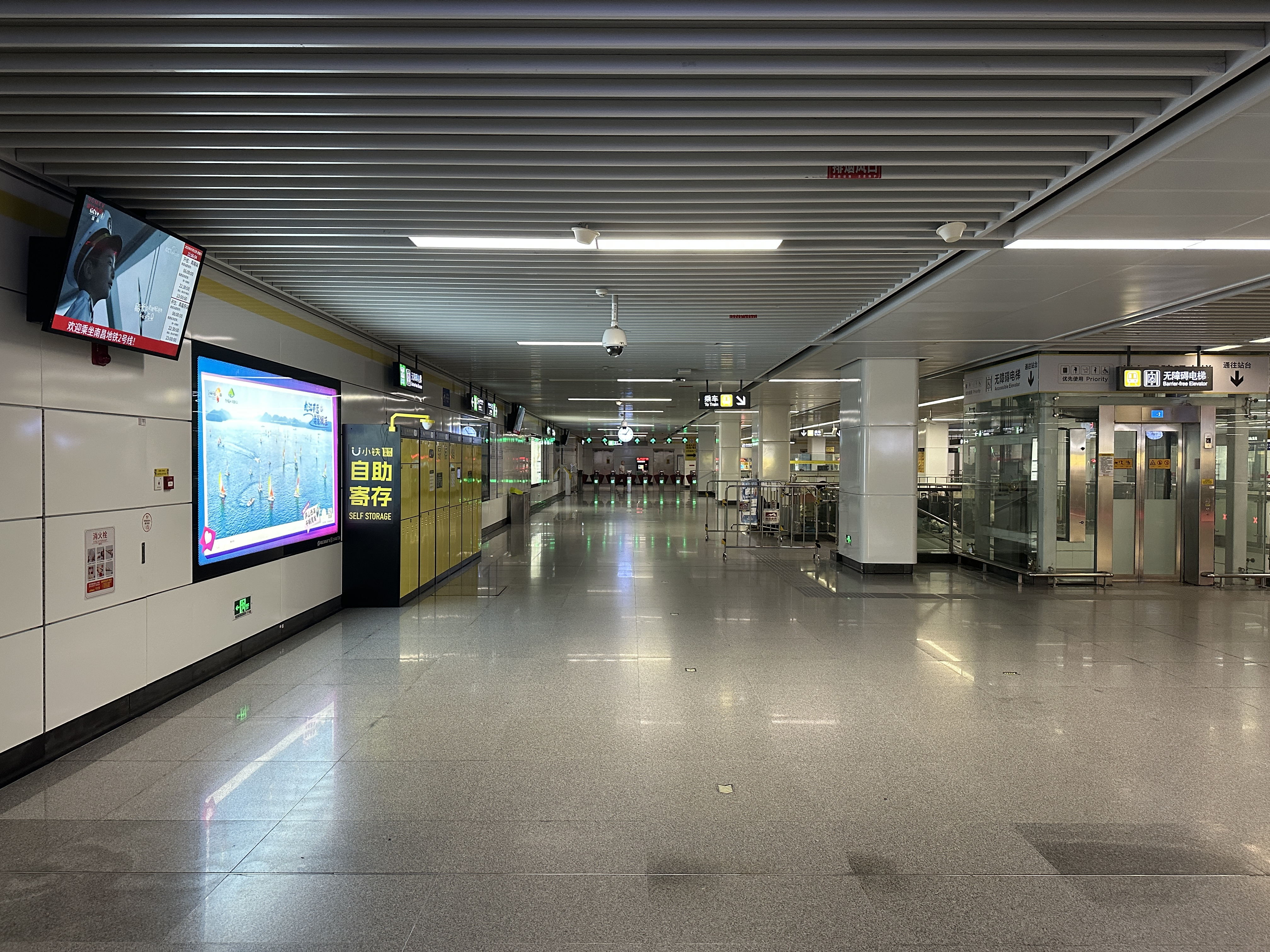
站厅

站厅在地下一层，站台在地下二层为岛式站台:344。

### 楼层
| 1层  | 地面               | 2、3出入口                         |  |  |
| -1层 | 站厅               | 火车站连通口、自动售票机、客服中心 |  |  |
| -2层 |                    | █ 2号线 往南路（丁公路南）         |  |  |
|      | 岛式站台，左侧开门 |                                    |  |  |
|      |                    | █ 2号线 往南昌东站（顺外）         |  |  |

### 出入口

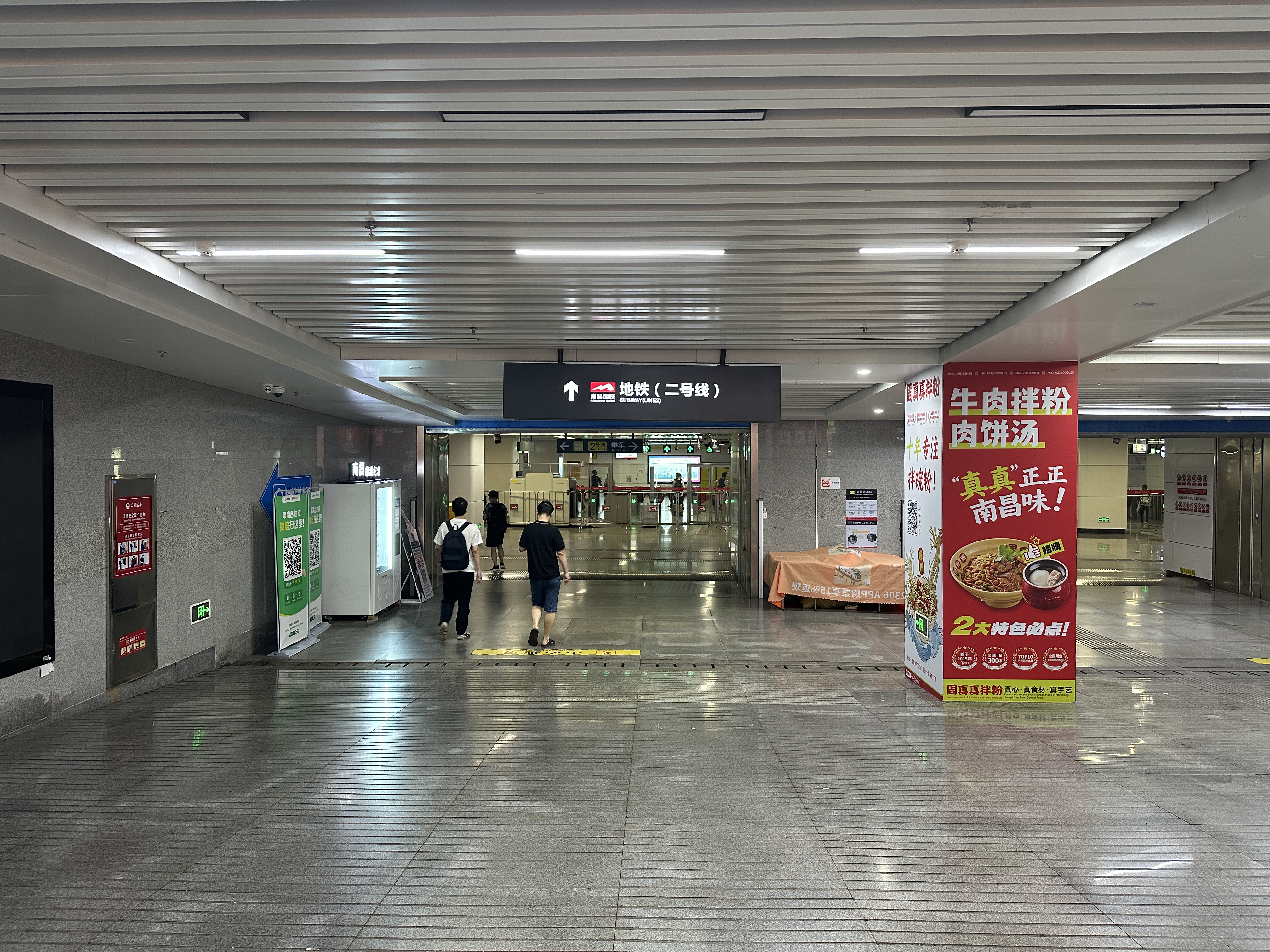
火车站连通口

本站目前开放5个出入口，位于1号口的无障碍电梯，站厅另设有通往火车站的连通口。
| 编号      | 指示           | 图片 | 建议前往的目的地                             |
| --------- | -------------- | ---- | -------------------------------------------- |
| 出口 · 2L | 南昌长途汽车站 |      | 洛阳路、火车站公交站、工人新村二路、铁路八村 |
| 出口 · 3L | 南昌长途汽车站 |      | 洛阳路                                       |

## 夜间接驳快车
本站有2号线夜间接驳快车服务。
|                    |            |    |            |                    |
| 夜间接驳快车       |            |    |            |                    |
| 往生米             | 往生米     | 时 | 往南昌东站 | 往南昌东站         |
| 周五、周末及节假日 | 周一到周四 | 时 | 周一到周四 | 周五、周末及节假日 |
| 38                 | 38 23 08   | 23 | 33 48      |                    |
|                    |            | 00 | 03         | 03                 |

## 历史
- 2010年4月8日南昌市轨道交通二号线一期工程环境影响评价第二次公示，公布了《南昌市轨道交通二号线一期工程环境影响报告书（简本）》文件中本站名为南昌火车站站[8][9]。
- 2011年12月14日2号线一期21个站名公示时本站名为南昌火车站，位于南昌火车站东广场[3]。
- 2012年2月9日2号线站名确认，本站名为没有做任何变动[10]。
- 2013年8月15日2号线南昌市轨道交通二号线工程环境影响评价公示[11]，公布了《南昌市轨道交通二号线工程环境影响评价报告书》站名使用南昌火车站站的次数更多，位于于南昌火车站东北侧[4]:344:73。
- 2017年2月8日公布了《2、3号线站点更名及4号线命名方案获批》，本站名为南昌火车站[12]。